# Astralmythos
Mit dem Begriff Astralmythos wurden im Zuge des Aufschwungs der vergleichenden Mythenforschung in der zweiten Hälfte des 19. Jahrhunderts vor allem in Deutschland und England zunächst die babylonischen und altägyptischen Himmelsmythen und Kosmologien, aber auch die Mythen der Genesis bezeichnet. Später wurde der Begriff für alle Projektionen historischer und anthropologischer Sachverhalte in eine ewige, ungeschichtliche Himmelswelt verwendet. Ein Astralmythos ist somit der Inbegriff der Mystifizierung irdischer Ereignisse durch ihre Transzendierung in den Bereich kosmischer Spekulation. Umgekehrt sind dann alle Ereignisse auf der Erde nur Abbilder des ewigen Geschehens in Natur und Kosmos, das durch Priester und Astrologen gedeutet werden muss.
Dem „menschenlosen“ Astralmythos stellt Ernst Bloch den Logosmythos der sich emanzipierenden Menschheit gegenüber, der sich z. B. im Exodusmythos manifestiert. Hierbei werde der zirkulare Blick, der immer nur die ewige Wiederkehr des Gleichen im Kosmos erkennt, durch den evolutionären Blick nach vorn abgelöst.